# Аганджу
Аганджу (XIV ст.) — 4-й алаафін (володар) держави Ойо. Згодом був обожнений.

## Життєпис
За різними відомостями був сином алаафінів Аджаки або Ораньяна. Посівши трон після Аджаки, виявив ще більшу войовничість. Своєю резиденцією зробив поселення Шакі на півдні держави. За легендами, бився мечем та стріляв вогнем. Також він приручив багатьох диких тварин. За легендою, панував неймовірно довго — 120 років. Йому спадкував син Корі.

## У релігії
У міфології тісно пов'язаний з божеством Шанґо через любов до війни. В афробразильській релігії кандомбле є уособленням Шанго під ім'ям Шанґо-Аганджу, є божеством усього вибухового і небезпечного. У афрокарибській релігії лукум на Кубі є богом вулканів, сінкретизовано з культом Св. Христофора.